# Nationalpark Tumucumaque
Der Nationalpark Tumucumaque (portugiesisch Parque Nacional Montanhas do Tumucumaque, Aussprache tumukuˈmaki) liegt im äußersten Nordosten Brasiliens überwiegend im Bundesstaat Amapá und zu kleinen Teilen im Bundesstaat Pará an der Grenze zu Französisch-Guayana und Surinam. Der Nationalpark ist das größte Regenwald-Schutzgebiet der Welt und grenzt direkt an den Nationalpark Guayana.

## Geographie, Flora und Fauna
Der Nationalpark hat mit 38.464 km² eine Größe, die fast der Fläche der Schweiz entspricht. Im Schutzgebiet soll mehr als die Hälfte aller Vogelarten des Amazonasbecken vorkommen. 350 Arten wurden gelistet. Hier kommen die größeren Säuger Agutis und Jaguar sowie Primaten vor.

## Geschichte
Der Nationalpark entstand durch eine Kooperation verschiedener Naturschutzorganisationen, darunter der WWF und Conservation International. Am 22. August 2002 wurde er offiziell per Dekret vom brasilianischen Präsidenten Fernando Henrique Cardoso gegründet. Das Gebiet gehört zum tropischen Regenwald des Amazonas und ist dünn besiedelt, jedoch finden sich zahlreiche illegale Siedlungen und kleine Goldabbaugebiete, die mit der Gründung nicht einfach geschlossen werden konnten.